# Yin Xin (pittore)
Xin Yin (Kashgar, 1959) è un pittore cinese residente a Parigi conosciuto per modificare famose opere di artisti occidentali come Botticelli.
Yin mostra il suo amore per la Cina e le sue origini nelle sue opere attraverso ciò che lui chiama " Chinesefying" delle tradizionali opere e tecniche pittoriche occidentali. Le sue opere vengono esposte al Victoria and Albert Museum, nei Staatliche Museen, al Shanghai Art Museum, al Musee Courbet, al Museo Nacional del Grabado e in una mostra permanente nella Cattedrale Notre-Dame di Parigi.
Martin Roth, direttore del Victoria and Albert Museum, ha descritto le opere di Xin come una combinazione di elementi Occidentali e Orientali per sottolineare come la percezione del valore artistico dell'osservatore è determinato dal suo contesto culturale.

## Educazione
Ha frequentato la Xinjiang Normal University of Fine Arts, dove ha insegnato per 2 anni dopo essersi diplomato. Poi ha studiato incisione alla the Xi'an Academy of Fine Arts, prima di concludere i suoi studi Royal Melbourne Institute of Art nel 1991.
in seguito Yin ha viaggiato dall'Australia all' Europa per iniziare mostre individuali a Parigi, Taiwan, Hong Kong, Tokyo, Londra e New York, prima di trasferirsi definitivamente a Parigi.

## "Chinesefying"
Yin è noto per il suo uso di tecniche Occidentali di pittura ad Olio per esprimere una sorta di nostalgia orientale nell'era del colonialismo Europeo. La sua serie  “Once Upon a Time in China” presenta una giustapposizione tra l'alta società Cinese e la Belle Epoque Parigina. Queste opere in particolare ricordano il pittore francese del XVII secolo Georges de La Tour.
Yin Orientalizza i quadri Occidentali con la sua serie "after the master". Una di queste opere è " Venus of the Orient", ispirata dalla Nascita di Venere di Botticelli che ha partecipato all'esposizione del 2015 al Berlin National Gallery, a un'esposizione su Botticelli al Victoria and Albert Museum nel 2016. Oltre a questa serie il progetto di Metamorfosi di Yin modifica dipinti ad olio europei del XVII e XIX secolo tramite l'aggiunta di soggetti ed elementi cinesi.

## Opere
Le opere di Yin Madonna and Son, Portrait of Martyr Chan Chang Pin and a pair of Chinese couplets sono dal 2017 esposte in una mostra permanente alla Cattedrale Notre-Dame di Parigi.
Altre recenti esposizioni:
- 2018 - Notre Dame Cathedral a Parigi
- 2017 - mostra privata, Tanya Baxter Contemporary, Hong Kong; Lunar New Year Exhibition, Tanya Baxter Contemporary, Londra
- 2016 - Botticelli Reimagined, Victoria and Albert Museum, London

| Controllo di autorità | VIAF (EN) 316439981 · BNF (FR) cb137722039 (data) |